# San Calcedonio
San Calcedonio è un corpo santo o martire delle catacombe di nome proprio, del quale si conosce il nome e che il suo culto ebbe inizio dalla traslazione delle reliquie ad opera dei gesuiti nella loro casa di esercizi in Malta.

## Culto
Le reliquie giunsero nel convento della Madonna di Manresa a Malta come dono di papa Benedetto XIV nel 1753. I resti provenivano dal cimitero di Pretestato, rinvenuti assieme ad un'ampolla che recava la scritta Calcedonius in pace.
La diffusione del culto avvenne ad opera dei gesuiti della provincia siciliana dell'Ordine, sotto la spinta di alcuni miracoli che venivano attribuiti al Martire. 
Nel 1754 una parte delle reliquie furono trasferite nella cappella a lui dedicata nella chiesa di San Francesco Saverio in Palermo, dove ancora sono custodite. Il culto è anche presente a Roma nella Chiesa di Santa Maria della Vittoria; in Puglia ad opera dei Baroni di Binetto e Melendugno; a Vico del Gargano, nella chiesa di San Marco, con un simulacro ligneo di Giuseppe Verzella; e a Messina e Catania dove a San Calcedonio sono stati dedicati degli altari.
San Calcedonio è invocato per ottenere nel parto un felice esito. 
Una curiosità: anche a Waldsassen in Baviera, presso l'abbazia cistercense, è custodito un secondo corpo santo o martire delle catacombe di nome Calcedonio.